# Sarcofahrtiopsis carcini
Sarcofahrtiopsis carcini är en tvåvingeart som beskrevs av Thomas Pape och Mendez 2002. Sarcofahrtiopsis carcini ingår i släktet Sarcofahrtiopsis och familjen köttflugor.
Artens utbredningsområde är Panama. Inga underarter finns listade i Catalogue of Life.